# 中野杯U20選手権
中野杯U20選手権は、日本の囲碁の棋戦。20歳以下の棋士及び推薦の院生で争われた。2004年に作家・中野孝次の意向により創設され、2013年まで開催された。後継棋戦として中野の名を副題としたゆうちょ杯囲碁ユース選手権がある。優勝賞金100万円。
- 主催 日本棋院
- 協力 中野孝次基金

## ルール
- 本戦：16名によるトーナメント戦
- コミ：6目半
- 持ち時間：予選、本戦ともに1時間、使い切って秒読み1分、決勝戦は90分、使い切って秒読み1分。

## 過去の優勝者
（左が優勝者、段位は当時）
- 第1回 2004年 瀬戸大樹五段 - 大橋拓文三段
- 第2回 2005年 井山裕太四段 - 黄翊祖四段
- 第3回 2006年 井山裕太七段 - 謝依旻三段
- 第4回 2007年 井山裕太七段 - 黄翊祖七段
- 第5回 2008年 李沂修四段 - 村川大介四段
- 第6回 2009年 村川大介五段 - 志田達哉三段
- 第7回 2010年 村川大介五段 - 志田達哉三段
- 第8回 2011年 鈴木伸二三段 - 寺山怜三段
- 第9回 2012年 一力遼二段 - 孫喆二段
- 第10回 2013年 許家元初段 - 平田智也三段